# Weiern
Weiern is een plaats in het district Frauenfeld, kanton Thurgau, Zwitserland. Weiern telt 89 inwoners (2007).
De plaats maakte deel uit van de voormalige gemeente Wittenwil, die sinds 1996 deel uitmaakt van de gemeente Aadorf.